# Anolis mariarum
Espèce
Synonymes
- Norops mariarum (Barbour, 1932)

Anolis mariarum est une espèce de sauriens de la famille des Dactyloidae.

## Répartition
Cette espèce est endémique du département d'Antioquia en Colombie.

## Publication originale
- Barbour, 1932 : New Anoles. Proceedings of the New England Zoological Club, vol. 12, p. 97-102.